# Dictionnaire de bridge
Le Dictionnaire du bridge est un essai universitaire concernant le jeu de bridge, signé Georges Versini et publié par les Presses universitaires de France en 1968. L'ouvrage fut surtout remarqué par le travail de compilation des différentes célébrités et champions de l'époque. 
Il a des successeurs modernes en version internet : l'Index-Dictionnaire du site Comprenez le Bridge. Il existe également un Petit dictionnaire du bridge du site usf.bridge.free.fr et un Dictionnaire de séquences du site www.normale.sup.org d’enchères.
Georges Versini (1933 - 1982) avait déjà publié en 1963 un petit livre sur le bridge dans la collection Que sais-je ?, intitulé Le Bridge, traduit en plusieurs langues.   
- Georges Versini, Dictionnaire de bridge, Presses universitaires de France, 1968, 420 p.,  (ISBN 0828866368), 9780828866361 ;
  - édition Livre de Poche, numéro 7849, 1968, 510 p.,  (ISBN 2253036722) /  (ISBN 9782253036722) ;
- Georges Versini, Le Bridge, Presses universitaires de France, 1963 - 126 pages.